# Pilate (montagne)
Pour les articles homonymes, voir Pilatus et Pilate.
Le Pilate (en allemand : Pilatus) est une montagne dans les Alpes uranaises près de Lucerne, dont les plus hauts pics sont à cheval sur les cantons de Obwald et Nidwald. Sa cime la plus élevée, le Tomlishorn, culmine à 2 128 mètres d'altitude. La cime la plus en vue, où l'on se rend pour profiter du panorama, est l’Esel (2 118 m), et la troisième plus haute cime est l’Oberhaupt (2 106 m) ; entre les deux se trouvent le Pilatus Kulm, station d'arrivée du téléphérique, et l'hôtel du même nom, ainsi que le restaurant Bellevue.
Le Pilate constitue une attraction touristique pour la ville de Lucerne avec la voie de chemin de fer à crémaillère la plus raide au monde (le Pilatusbahn) avec une déclivité maximale de 48 %, ouverte le 4 juin 1889, électrifiée en 1937 en courant continu 1 500 volts. Le sommet est aussi accessible via un téléphérique. Il offre un panorama exceptionnel sur la région du lac des Quatre-Cantons.

## Géographie

### Situation
Le Pilate est situé dans les cantons de Lucerne, Nidwald et Obwald. Il domine le lac des Quatre-Cantons, la vallée de l'Aa, les vallons de la Kleine Schliere (de), le Mittaggüpfi (de), l'Eigental (de) et Kriens.

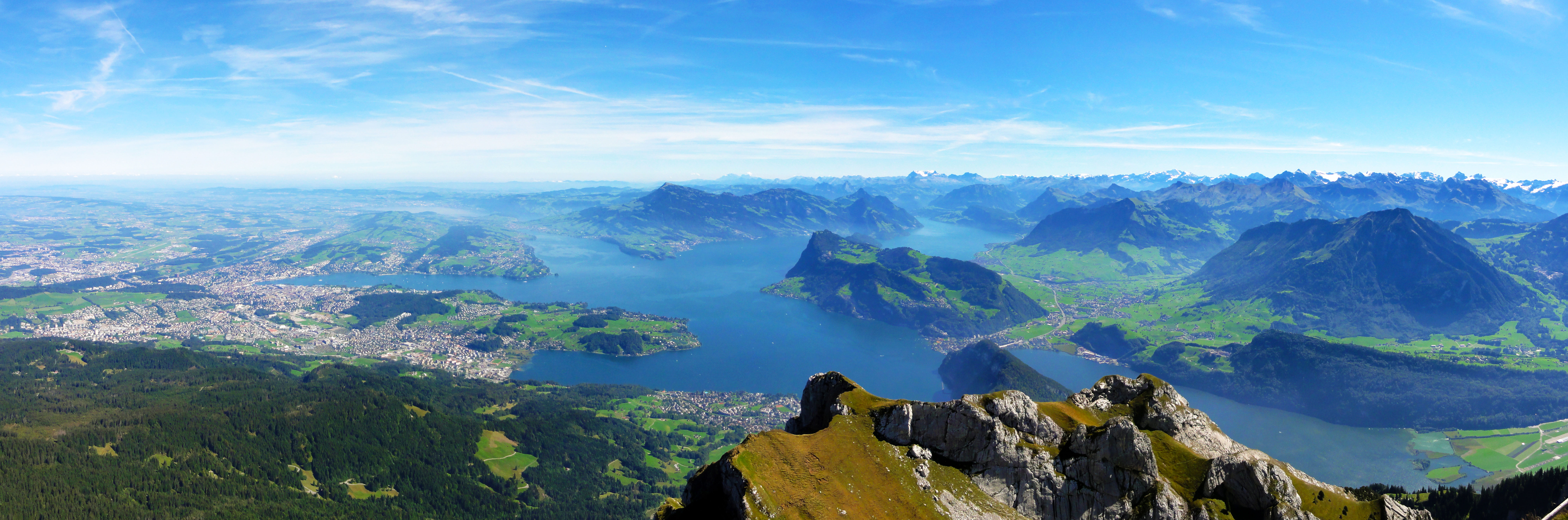
Vue sur Lucerne et le lac des Quatre-Cantons depuis le Pilate.

### Climat
Le Pilate est exposée aux orages qui entraînent souvent la crue des torrents (notamment le Renggbach, le Krienbach et la Kleine Schliere).
| Mois                                            | jan. | fév. | mars | avril | mai  | juin | jui. | août | sep. | oct. | nov. | déc. | année |
| ----------------------------------------------- | ---- | ---- | ---- | ----- | ---- | ---- | ---- | ---- | ---- | ---- | ---- | ---- | ----- |
| Température minimale moyenne (°C)               | −6,8 | −7,3 | −5,9 | −3,4  | 1,1  | 4    | 6,4  | 6,6  | 3,8  | 1,3  | −3,6 | −5,9 | −0,8  |
| Température moyenne (°C)                        | −4   | −4,6 | −3,2 | −0,9  | 3,6  | 6,6  | 9,2  | 9,1  | 6,3  | 3,9  | −0,9 | −3,2 | 1,8   |
| Température maximale moyenne (°C)               | −1,1 | −1,7 | −0,2 | 1,9   | 6,5  | 9,5  | 12,2 | 11,9 | 9,1  | 6,9  | 1,9  | −0,3 | 4,7   |
| Nombre de jours avec gel                        | 29,4 | 26,2 | 27,4 | 23,2  | 12,4 | 6,2  | 1,3  | 1,3  | 6,1  | 10,8 | 21,9 | 27,4 | 193,6 |
| Ensoleillement (h)                              | 123  | 130  | 143  | 137   | 146  | 133  | 159  | 156  | 152  | 159  | 115  | 105  | 1 658 |
| Précipitations (mm)                             | 202  | 195  | 207  | 208   | 162  | 169  | 163  | 172  | 124  | 106  | 163  | 209  | 2 081 |
| dont nombre de jours avec précipitations ≥ 1 mm | 12,7 | 11,6 | 15   | 13,9  | 15   | 15,7 | 14,2 | 13,9 | 11,7 | 10,5 | 12,1 | 14,4 | 160,7 |
| Humidité relative (%)                           | 63   | 66   | 74   | 79    | 82   | 85   | 83   | 82   | 78   | 70   | 67   | 65   | 74    |

| Diagramme climatique                                  |             |             |            |           |         |            |            |           |           |            |             |
| J                                                     | F           | M           | A          | M         | J       | J          | A          | S         | O         | N          | D           |
| −1,1−6,8202                                           | −1,7−7,3195 | −0,2−5,9207 | 1,9−3,4208 | 6,51,1162 | 9,54169 | 12,26,4163 | 11,96,6172 | 9,13,8124 | 6,91,3106 | 1,9−3,6163 | −0,3−5,9209 |
| Moyennes : • Temp. maxi et mini °C • Précipitation mm |             |             |            |           |         |            |            |           |           |            |             |

## Histoire
La montagne s'appelait auparavant Frakmünt (« la montagne cassée »). La légende dit que le corps et l'âme de Ponce Pilate reposaient dans un lac au sommet. Cela valut à la montagne d'être maudite pendant plusieurs siècles et d'hériter du nom du gouverneur de Judée. Sous peine de prison (voire de mort), la montée au Pilate est interdite : la présence d'importuns risque de mettre en colère Ponce Pilate, dont les colères terribles déchaîneraient sur Lucerne et les environs orages et inondations. Ce n'est que vers la fin du XVIe siècle que disparait la peur du Pilate.
Jusqu'à la fin du XIVe siècle, les hautes futaies de Hergiswald, qui s'étendent alors du Lopper jusqu'au-delà de l'Eigental et comprennent de nombreux alpages, sont exploitées comme biens communaux par Hergiswil, Horw, Kriens, Lucerne et Malters. Vers 1389, la communauté (Ürte) de Hergiswil, qui s'est rattachée à Nidwald, s'approprie l'alpage de Lauelen, situé sur la face nord du Pilate ; la frontière entre Nidwald et Obwald passe dès lors par les sommets du Pilate. D'abord propriété du couvent de Saint-Léger (Hof), l'alpage de Mülimäss passe ensuite à la ville de Lucerne. Le partage des communaux situés sur le flanc nord du Pilate (1483 et 1588) débouche sur de nouvelles délimitations entre la ville de Lucerne, la communauté de Schwarzenberg et les bailliages de Kriens et Horw. La pression exercée par l'habitat, les pâturages et surtout par l'industrie du bois se renforce au XIXe siècle et entraîne des reboisements dès la fin du siècle.
À l'époque moderne, des savants comme Conrad Gessner (Descriptio montis Fracti, 1555), Moritz Anton Kappeler (Pilati montis historia, 1767) ou Franz Ludwig Pfyffer (relief, 1750) s'intéressent aux sommets du Pilatus, notamment au Gnepfstein, au lac du Pilate (de) aujourd'hui comblé, aux grottes (Mondmilchloch), ainsi qu'à la faune et à la flore très riche de ces Alpes calcaires. Le tourisme se développe entre 1856 et 1861 grâce à plusieurs établissements : l'hôtel Klimsenhorn (démoli en 1967) et sa chapelle, bâtis sous la direction de Kaspar Blättler, le Bellevue (sur le sommet du Pilate) et l'hôtel Pilatus-Kulm en 1890. Un chemin de fer à crémaillère particulièrement raide, le Pilatusbahn reliant Alpnachstad et le sommet du Pilate, est construit de 1886 à 1889 à la suite de l'ouverture de la ligne du Brünig en direction de Brienz. Après plusieurs projets élaborés vers 1890, un téléphérique est finalement construit en 1954-1956. Il relie Kriens au sommet du Pilate avec un arrêt à Fräkmüntegg. Le Pilate, important pour l'alimentation en eau potable de l'agglomération lucernoise, est inscrit depuis 1977 à l'inventaire fédéral des paysages, sites et monuments naturels d'importance nationale.

Sommet, 1919.
Montée au Pilate, 1934.

## Culture
Le Pilate fait partie des montagnes qui apparaissent sur la photo officielle de 2024 du Conseil fédéral.